# Chinese Vrouwenfederatie in Suriname
De Chinese Vrouwenfederatie in Suriname is een vereniging voor Chinees-Surinaamse vrouwen. Het is opgericht om de vrouwenemancipatie en integratie van Chinese vrouwen in de Surinaamse samenleving te bevorderen. Op 8 maart 2010 (internationale vrouwendag) werd de vereniging officieel opgericht in de Ambassade van de Volksrepubliek China in Suriname. Bij de oprichting was mevrouw Kam-Hung Yau (丘锦红) voorzitster. Ingrid Bouterse, de Surinaamse first lady, werd beschermvrouwe van de vereniging. Op die dag werd ook stilgestaan bij het 100-jarige jubileum van internationale vrouwendag.
In februari 2013 werd voor de tweede keer het verenigingsbestuur gekozen door de leden. De verkiezing werd in het Chinees recreatiecentrum de Witte Lotus in Paramaribo gehouden en daarbij was 98% van de leden aanwezig. Het nieuwe bestuur bestaat uit 24 vrouwen.